# غريتشين أندرو
غريتشين أندرو (بالإنجليزية: Gretchen Andrew)‏ هي فنانة أمريكية، ولدت في 1988 في لوس أنجلوس في الولايات المتحدة.

## وصلات خارجية
- الموقع الرسمي
- غريتشين أندرو على موقع IMDb (الإنجليزية)